# Traité de réciprocité canado-américain
Le traité de réciprocité canado-américain, également désigné sous le nom de traité Elgin-Macy, est un accord instituant une première forme de libre-échange entre les États-Unis et les colonies britanniques d’Amérique du Nord sur les produits de ressources naturelles. Après huit ans de négociations, le traité est signé le 5 juin 1854 par Lord Elgin, alors gouverneur de la province du Canada, et le secrétaire d’État américain, William L. Marcy. Le traité de réciprocité canado-américain reste en vigueur pendant une période de douze ans. Il est abrogé le 17 mars 1866 par les États-Unis, qui sont alors paralysés par la Guerre civile et favorables à un revirement de politique commerciale plus protectionniste.
Il s’agit d’un traité de natures économique et diplomatique qui concerne le commerce et la navigation entre les États-Unis, l’Amérique du Nord britannique, et par extension le Royaume-Uni, qui a négocié le traité au nom de ses colonies. L’objectif général de l’entente est de faciliter la libre circulation de produits tels que la farine, les grains, le charbon et le bois ainsi que du bétail et du poisson entre l’Amérique du Nord britannique et les États-Unis, principalement en diminuant les droits de douane. Le traité permet également aux Américains un libre accès aux pêcheries dans les eaux côtières atlantiques de l’Amérique du Nord britannique, de même que l’utilisation des canaux canadiens, dont le fleuve Saint-Laurent. Certains États américains permettent également aux vaisseaux canadiens d’emprunter les canaux américains.

## Contexte

### Politique

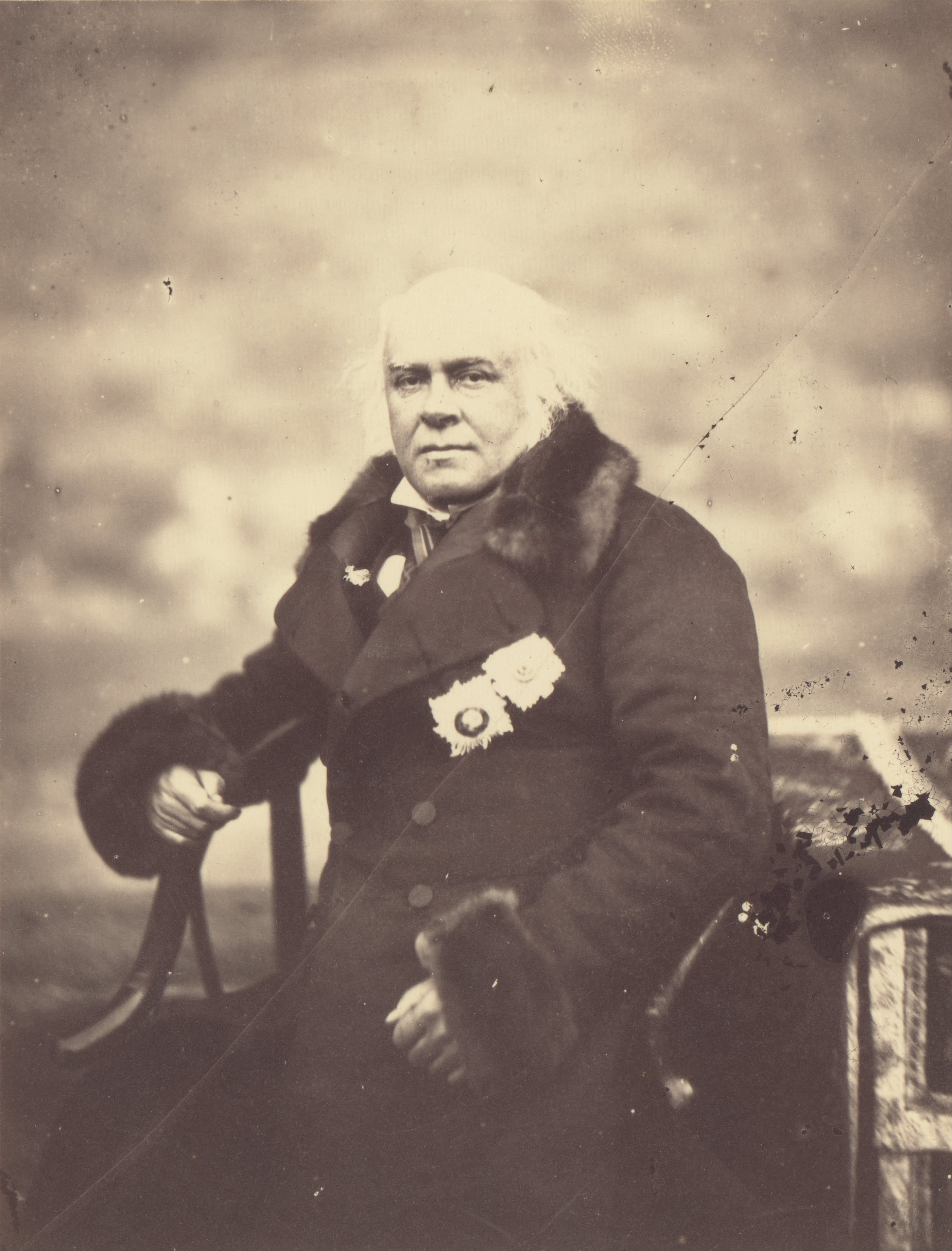
Portrait de Lord Elgin, gouverneur de l'Amérique du Nord britannique lors de la signature du traité de réciprocité canado-américain.

La Grande-Bretagne est la plus grande puissance économique du monde dans les années qui précèdent la signature du traité de réciprocité en 1854. Au cours des années 1840, celle-ci abandonne son système mercantiliste pour centrer sa politique commerciale sur le concept du libre-échange. L’année 1840 marque également un tournant important pour le Canada. L’union du Haut et du Bas-Canada, avec l’adoption de l’Acte d’Union par le Parlement du Royaume-Uni en 1840, favorise le développement économique de l’Amérique du Nord britannique. Cette union vient également mettre en minorité les Canadiens français dans le nouveau territoire du Canada-Uni, qui devient la province la plus peuplée d’Amérique du Nord. Comme le souligne l’historien Paul-André Linteau, c’est dans ce cadre propice à de nouvelles tensions que la Grande-Bretagne encourage le développement d'une fédération des colonies britanniques d’Amérique du Nord et cherche à redéfinir ses relations impériales avec sa colonie. Elle cherche entre autres à se dégager financièrement de ses colonies d'Amérique du Nord.

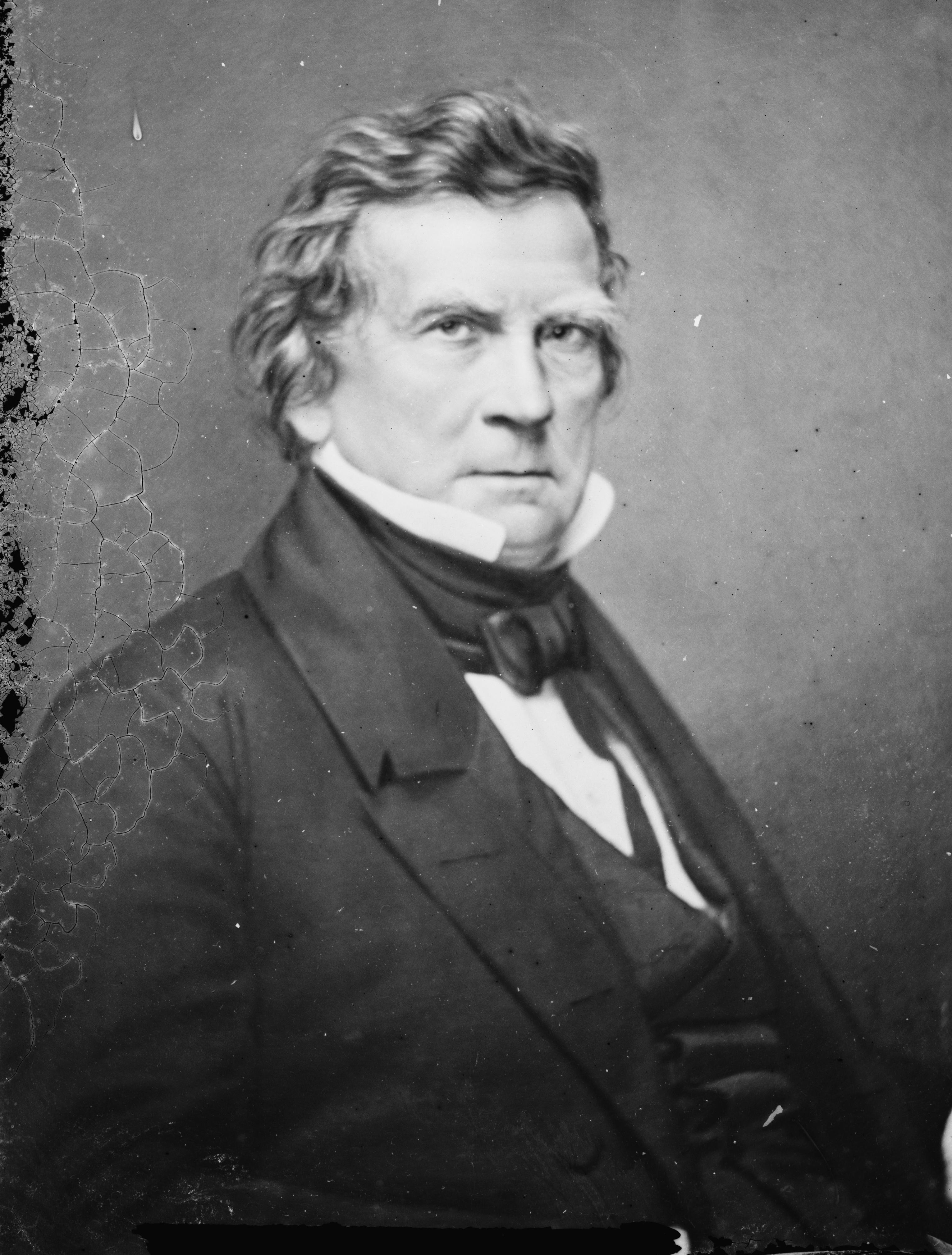
Portrait pris entre 1855 et 1857 de William L. Marcy, secrétaire d'État des États-Unis au moment de la signature du traité de réciprocité canado-américain.

Les problèmes de gouvernement dans la province du Canada-Uni s’estompent pendant quelque temps à partir de 1854 avec l’avènement d’une nouvelle coalition conservatrice ayant à sa tête Georges-Étienne Cartier et John Alexander Macdonald, deux avocats familiers avec les milieux d’affaires. Pendant les années qui précèdent l'année 1854, les conflits à base ethnique, religieuse et politique entre les réformistes et les conservateurs, et entre les francophones catholiques et les anglophones protestants sont nombreux dans la province du Canada. Les débats portent entre autres sur l’immigration toujours plus grande des colons anglophones.  Les tensions entre l’ouest du Canada et l’Est reviennent dès la fin des années 1850, notamment en ce qui concerne la renégociation de l’accord constitutionnel de 1840. Or, comme le souligne Louis B. Ferguson, les transformations de l’économie du Canada-Uni sont à l’image des changements politiques. Alors que de nouveaux rapports économiques se forment avec la Grande-Bretagne et que l’immigration anglo-saxonne vers le Canada-Uni s’accroît rapidement, les Canadiens français, quant à eux, émigrent en grand nombre vers les États-Unis. Entre 1851 et 1861, plus de 170 000 Canadiens choisissent de quitter le Canada pour les États-Unis, et la majorité d’entre eux sont des Canadiens français. Pendant la même période, c’est environ 352 000 personnes qui immigrent au Canada, majoritairement en provenance du Royaume-Uni. L’immigration vers le Canada-Uni a donc surtout profité au Canada-Ouest et aux Canadiens anglais.

### Commerce
Le Royaume-Uni, en vertu de sa politique de libre-échange, abroge en 1846 les Corns Laws qui favorisaient l’échange de grains entre le Royaume-Uni et les Nord-Américains britanniques en imposant des droits de douane sur les grains étrangers. Les colonies d’Amérique du Nord, jusqu’alors favorisées par le système préférentiel anglais, sont forcées de trouver d’autres débouchés. 

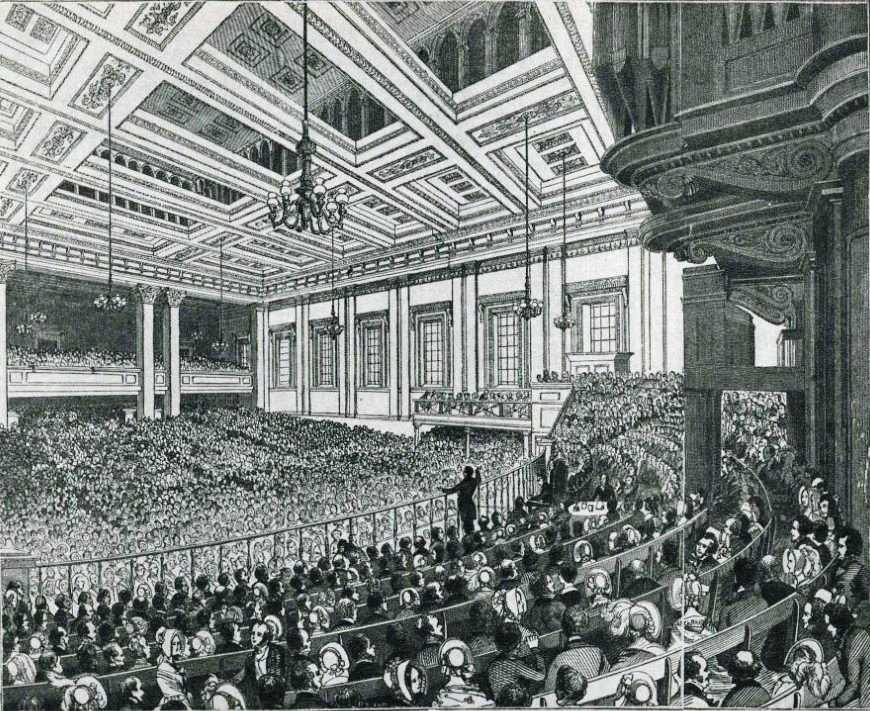
Tableau d'une réunion de la Anti-Corn Law League en 1846 à Londres dans le Exeter Hall.

Outre les grains, le régime économique des colonies de l’Amérique du Nord britannique telles que le Canada-Uni, le Nouveau-Brunswick, la Nouvelle-Écosse, l’Île-du-Prince-Édouard et Terre-Neuve repose également par le transport du bois, ainsi que sur le transport des produits de ressources naturelles sur l’océan Atlantique et sur les rivières. Ces colonies britanniques sont donc très dépendantes de l'accès au fleuve Saint-Laurent et à l’océan Atlantique. Vers 1850, le système commercial du fleuve Saint-Laurent est un compétiteur direct de New York pour la suprématie du commerce occidental. Les colonies maritimes luttent quant à elles pour le monopole du commerce avec les Antilles contre la Nouvelle-Angleterre.

En ce qui concerne le commerce entre les colonies britanniques du Nord, il reste très limité pendant la majeure partie du XIXe siècle. Il faut attendre le développement du Chemin de fer Canadien Pacifique et le début de l’industrialisation dans les colonies pour observer un changement. Vers 1850, l’échange de farine du Canada-Est (Québec) et du Canada-Ouest (Ontario) contre le charbon des colonies maritimes est en fait l’unique commerce intercolonial qui mérite d’être souligné.

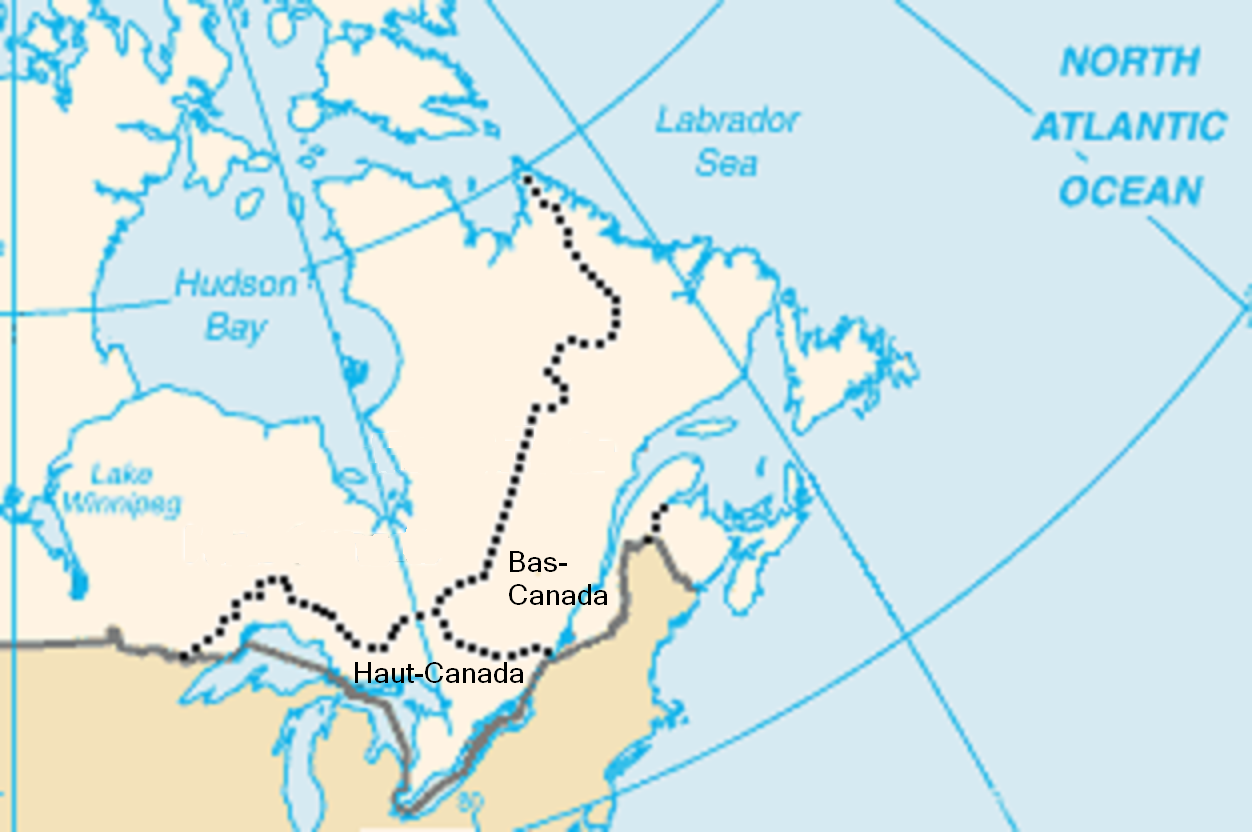
Séparation de la province du Canada avant l'acte d'Union de 1840.

Entre 1850 et 1860, le pourcentage d’importation et d’exportation entre les colonies de l’Amérique du Nord britannique s’élève environ à 6% de l’ensemble de leur commerce extérieur. Il n’y a pas d’entente globale en ce qui concerne les tarifs de droits d’entrée pour les produits et chacune d’entre elles doit négocier ses propres tarifs, ce qui ne facilite pas les échanges intercoloniaux. Seuls certains produits comestibles et quelques matières premières ont un droit de libre entrée entre les colonies après 1850. La véritable barrière est le coût élevé du transport entre celles-ci étant donné que l’Amérique du Nord britannique est toujours à une époque dite « préferroviaire ».
À titre d’exemple, en 1856, le taux de fret d’un quart de farine transporté de Montréal à Québec représente 30% de plus que le taux de fret du même quart de farine voyageant de Québec à Liverpool. Pendant la même année, le fret pour expédier une tonne de farine de Chicago à Liverpool en passant par Québec coûte 3,21 dollars de plus que si le transport passe par la ville de New York.

### États-Unis
Sans leur relation commerciale privilégiée avec le Royaume-Uni, principalement pour le bois et les grains, les Nord-Américains britanniques craignent de ne plus pouvoir faire concurrence à leurs voisins du Sud. À Montréal, la signature du traité donne un nouvel élan au mouvement annexionniste du Canada-Uni. De nombreux hommes d’affaires montréalais manifestent dans les rues en prônant l’annexion avec les États-Unis. Ces réactions vives s’estompent toutefois très rapidement étant donné que les produits coloniaux ne cessent finalement pas de trouver d’acheteurs au Royaume-Uni. D’autant plus qu’avec la baisse des droits douaniers entre l’Amérique du Nord britannique et les États-Unis prévue avec le traité, les produits exportés vers les États-Unis circulent aussi davantage. En fin de compte, le mouvement annexionniste finit donc par s’essouffler plus rapidement après la signature du traité.
Dans les faits, le développement rapide de la république américaine accentue significativement la demande des États-Unis en matières premières. L’amélioration de la navigation sur le fleuve Saint-Laurent avec l'aménagement de son chenal maritime, de même que la construction de chemins de fer vers les États-Unis afin de transporter plus efficacement les matières premières sont des conséquences directes de ce développement du commerce entre l’Amérique du Nord britannique et les États-Unis.

## Objectifs

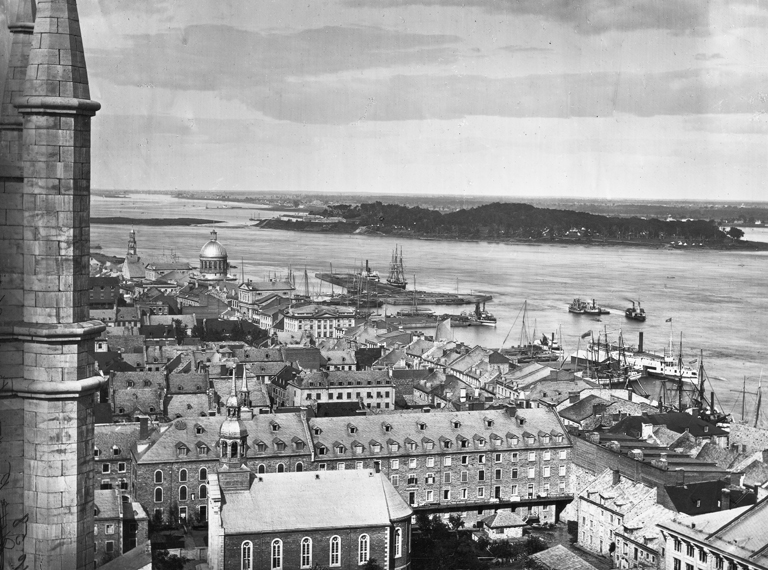
Photographie du port de Montréal depuis l'église Notre-Dame datant de 1863. Cette photo a été prise par William Notman (1826-1891). Elle se trouve actuellement dans le McCord Stewart Museum.

Avec la signature du traité, le Canada-Uni désire se soustraire du tarif douanier américain de 20% alors en place en le remplaçant par le nouveau système de libre-échange réciproque. Il aspire également à attirer le trafic des colonies maritimes dans ses ports par la voie du Saint-Laurent et à accroitre sa participation au sein des marchés antillais et britanniques.
Les autres provinces de l’Amérique du Nord britannique, quant à elles, souhaitent une ouverture complète au marché américain pour leurs principaux produits. Afin de compenser l’abrogation des lois mercantiles anglaises, elles veulent tout simplement pénétrer une nouvelle zone économique, soit les États-Unis.
Les États-Unis cherchent de leur côté à répondre à leur demande grandissante en produits de ressources naturelles, notamment en raison de l’accroissement de leur population. Ils désirent également bonifier leur dynamisme interrégional déjà bien ancré, de même qu’avoir un accès aux zones de pêche britanniques en Amérique du Nord.
Il y a également plusieurs événements connexes qui expliquent le développement du commerce entre l’Amérique du Nord britannique et les États-Unis, soit la construction et l’expansion des chemins de fer, le développement des industries manufacturières, la panique financière de 1857, la guerre de Crimée et la guerre de Sécession.

## Impacts

### Retour sur les objectifs
Si l’on observe uniquement les statistiques du commerce extérieur de l’Amérique du Nord britannique de 1851 à 1860, il y a un accroissement net des exportations canadiennes à destination des États-Unis, de même qu’une continuité dans les importations. L’essor rapide de l’économie du Canada-Uni pendant la même période, surtout dans le sud du Canada-Ouest, suggère également qu’un changement important s’est opéré à la suite de la signature du traité. En ce qui concerne le produit national brut de la province du Canada, il augmente exponentiellement entre 1850 et 1870, donc pendant les deux décennies qui couvrent les douze années du traité de réciprocité. La valeur totale des importations et des exportations du Canada-Uni passe alors de 47 millions à 160 millions de dollars, soit une augmentation de 240%. Entre 1870 et 1890, cette même valeur totale des marchandises pour le Canada-Uni augmente de seulement 80%.
Le commerce extérieur des Provinces maritimes avec le Royaume-Uni ne cesse pas après la mise en vigueur du traité de réciprocité. Dans le cas de la Nouvelle-Écosse et de l’Île-du-Prince-Édouard, leur commerce avec le Royaume-Uni connait même une légère augmentation entre 1854 et 1866. Terre-Neuve augmente ses importations et diminue ses exportations avec la métropole pendant la même période. Seul le commerce du Nouveau-Brunswick diminue réellement.
Dans l’ensemble, les conséquences du traité en ce qui concerne le commerce entre les États-Unis et les Provinces maritimes sont décevantes. Plusieurs causes expliquent pourquoi leurs niveaux de transactions sont restés particulièrement bas. Les principales raisons sont que la Nouvelle-Angleterre n’a pas besoin des matières premières que les Provinces maritimes peuvent fournir en abondance, et la compétition de l’Ouest américain restreint le marché du bois des Maritimes.
La compétition de l’Ouest nuit aussi au commerce du blé entre les États de l’Est et l’Amérique du Nord britannique, surtout le Canada-Uni. Toutefois, l’impact immédiat du traité de réciprocité sur le commerce entre les États-Unis et le Canada-Uni reste beaucoup plus marquant que pour les Maritimes. Entre 1853 et 1856, les exportations du Canada-Uni en direction des États-Unis doublent, alors que celles des Maritimes augmentent de 43%. Puis, les importations en provenance des États-Unis doublent également pour le Canada-Uni, alors qu’elles s’accroissent de 53% dans les autres provinces de l’Amérique du Nord britannique.

### Changement des produits exportés et importés
Pour ce qui est du Canada-Uni, le déclin le plus marquant lié aux exportations entre 1850 et 1870 est sans équivoque celui des produits forestiers et agricoles. En contrepartie, les produits d’animaux et des métaux non ferreux deviennent particulièrement importants. Ils représentent à eux seuls plus de 70% des exportations totales vers les États-Unis en 1870. Par exemple, les animaux et produits d’animaux comptent pour 29,6% des exportations totales en 1870, alors que leur pourcentage en 1851 s’élève à 13%. Dans l’ensemble, le commerce d’exportation du Canada-Uni a une diversification plus vaste en 1870 qu’en 1851 grâce à l’ouverture du marché avec les États-Unis en partie en raison du traité.
En ce qui concerne les biens importés pour le Canada-Uni, ils ne changent pas autant que les biens exportés pendant les deux décennies observées. Tout au long de la période du traité de réciprocité canado-américain, le Canada-Uni dépend grandement des importations de produits de consommation manufacturés, de même que des biens d’investissements.

### Changement dans l’orientation du commerce
En 1851, donc trois ans avant la mise en vigueur du traité, environ 60% des importations vers le Canada-Uni proviennent du Royaume-Uni. Le Canada-Uni renvoie également environ 60% de ses exportations vers le Royaume-Uni. Cela est entre autres dû aux tarifs de faveur des lois sur les grains et au système préférentiel colonial qui lie étroitement l’économie, le commerce et la navigation de la colonie à celle de la métropole. Le Canada-Uni fournit essentiellement le Royaume-Uni en produits naturels tels que le blé, la farine, le bois et le poisson, en échange de produits hautement manufacturés par les Anglais. La Grande-Bretagne absorbe ainsi 59% des exportations du Canada-Uni en 1851, alors que les États-Unis reçoivent environ 35% des exportations canadiennes. Puis, les autres pays se partagent le 6% restant. Une décennie plus tard, grâce au traité de réciprocité canado-américain, les États-Unis reçoivent 57% des exportations du Canada-Uni et lui fournissent 51% de ses importations.
Le commerce entre l’Amérique du Nord britannique et le Royaume-Uni ne diminue pas pour autant entre 1854 et 1866. Au contraire, il augmente exponentiellement.

### Historiographie
Au Canada, la discussion autour des impacts réels du traité de réciprocité canado-américain a entrainé de nombreux débats jusque dans les années 1960-1970 où l'on constate un déclin relatif de l'histoire économique. Dans les années 1960, l’opinion jusqu’alors assez positive du traité est contestée par plusieurs historiens, dont Lawrence H. Officer et Lawrence B. Smith de l’Université de Toronto. Ces derniers avancent entre autres dans leur démonstration que l’essor des échanges entre le Canada-Uni et les États-Unis dans la période allant de 1850 à 1866 est en fait dû à l’introduction du transport ferroviaire dans la province du Canada, de même qu’en raison des besoins accrus en ressources des États-Unis causés par la guerre de Sécession. Autrement dit, pour Officer et Smith, même si l’Amérique du Nord britannique réussît à augmenter ses exportations vers les États-Unis entre 1850 et 1866, tout en limitant son apport d’importations en provenance des États-Unis, le rôle du traité de réciprocité canado-américain est relativement secondaire. Selon eux, c’est le contexte historique propice à une croissance économique dans toute l’Amérique du Nord britannique qui est le grand responsable de cet essor.
Plusieurs chercheurs canadiens s’intéressant au traité de réciprocité canado-américain ont également souligné que les chiffres avancés pour prouver les impacts du traité ne sont pas toujours précis. D’une part, avant l'abrogation de la taxe d'importation, il y a beaucoup de contrebande. L'annulation des droits de douane a pour effet de légaliser la majorité de ces échanges qui étaient jusqu’alors illégaux, et donc d'augmenter les statistiques, sans qu'il y ait une réelle augmentation du nombre de transactions commerciales. L’ajout des transactions autrefois illégales aurait donc comme effet de gonfler les chiffres sans qu’il y ait de réels changements. D’autre part, la valeur des chiffres a parfois été exagérée par les autorités douanières américaines sur la marchandise non taxée importée des colonies britanniques pendant la guerre de Sécession. D’autant plus que les chiffres d’exportation en direction des États-Unis proviennent presque uniquement des quelques ports principaux, alors que l’importation et l’exportation des plus petits ports ne sont souvent pas comptabilisées.
En 1971, le professeur Robert E. Ankli du département d’économie de l’Université de Guelph ajoute aussi que pour la majorité des produits exportés de l’Amérique du Nord britannique vers les États-Unis entre 1854 et 1866, leur accroissement est antérieur au début du libre-échange ou encore qu’il doit être attribué à d’autres causes que celle du traité et de la baisse subséquente des droits de douane.
En 1976, l’économiste québécois Jean-Guy Latulippe enrichit la discussion autour des impacts réels du traité de réciprocité canado-américain en défendant le rôle indéniable du traité dans le changement d’orientation du commerce de l’Amérique du Nord britannique. Latulippe avance également que, jusqu’à un certain point, le traité a exercé une influence sur le changement des produits exportés du Canada-Uni vers les États-Unis et le Royaume-Uni.

## Abrogation
Au départ, le traité est bien reçu tant par les États-Unis que par l’Amérique du Nord britannique. Éventuellement, des facteurs de nature politique et économique viennent le rendre impopulaire. D’un côté, l’Amérique du Nord britannique finit par craindre le dynamisme du marché américain et une annexion éventuelle à la fédération américaine. De fait, pendant la guerre civile, face à l’attitude pro-sudiste des Britanniques, l’Union envisage d’annexer le Canada-Uni et les autres colonies britanniques afin de compenser les pertes potentielles au sud des États-Unis. Cette menace d’invasion américaine est donc essentiellement d’ordre économique. L’objectif est d’acculer l’Amérique du Nord britannique à la faillite pour la rendre sérieusement dépendante du marché américain. Les colonies britanniques se retournent ainsi progressivement vers un marché intercolonial et une économie est-ouest, grâce principalement au développement du chemin de fer. De l’autre côté, il est tout à fait juste d’affirmer que le fardeau des concessions a davantage été du bord des Américains en ce qui concerne le traité de réciprocité canado-américain comme les industries américaines sont à l’époque bien plus compétitives que celles du Canada-Uni. L’accès aux zones de pêche britanniques est sans équivoque l’objectif principal des Américains, mais, dans les années 1860, il ne compense plus tous les inconvénients qu’amène le traité du côté américain.
En 1866, les Américains, épuisés par la guerre de Sécession, abrogent le traité. Ils soulignent notamment qu’en fin de compte, depuis la mise en vigueur de la taxe Cayley-Galt imposée par le Canada-Uni en 1858, le traité est devenu uniquement favorable pour la province canadienne.
Dans les faits, la taxe des ministres Cayley et Galt introduite en 1858-1959, qui est érigée en raison d’une insatisfaction généralisée des manufacturiers de la région Hamilton-Toronto, vient hausser les tarifs douaniers et cause une insatisfaction du côté américain. À leur tour, les États-Unis modifient leur politique commerciale et s’engagent dans une montée protectionniste. Ce changement de politique commerciale perdure jusque dans les années 1930. Le Canada riposte à son tour en haussant à nouveau ses barrières tarifaires vis-à-vis les États-Unis.

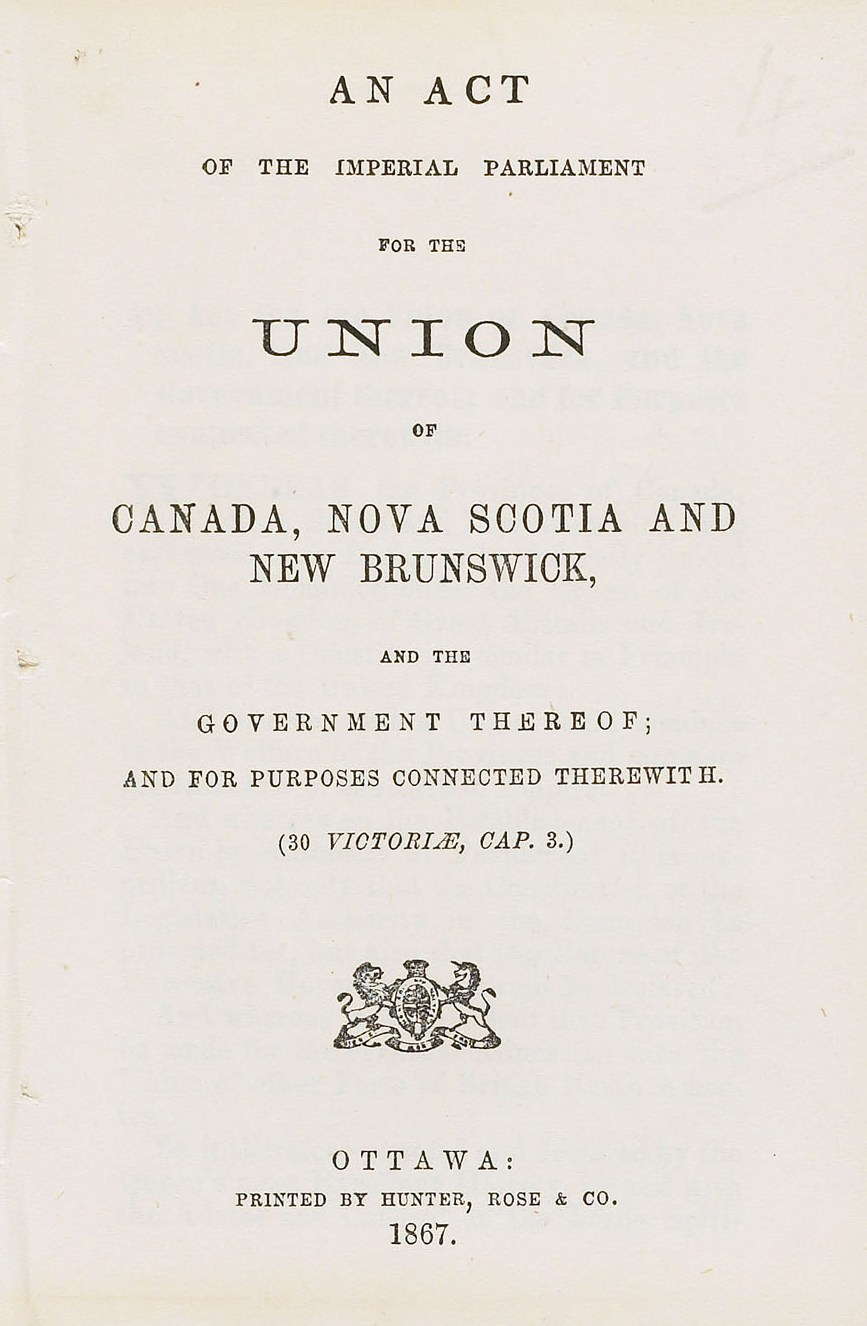
Page de garde d'une copie de l'Acte de l'Amérique du Nord britannique de 1867, publié à Ottawa au Canada.

Après la création de l’Acte du Nord britannique de 1867, qui confère à Ottawa le droit de légiférer dans les affaires douanières, John A. Macdonald essaye de rétablir le lien de réciprocité avec les États-Unis, mais les Américains refusent.
En 1911, un nouvel accord de libre-échange entre les États-Unis et le Canada est négocié par le premier ministre canadien francophone Wilfrid Laurier et le président américain William Howard Taft, mais l’élection fédérale canadienne de 1911, et la défaite du parti libéral de Laurier met aussitôt fin au projet de relation bilatérale.
Après la Seconde Guerre mondiale, avec la création de l’Accord général sur les tarifs douaniers et le commerce, désigné sous l’acronyme « GATT », les deux nations s’unissent à nouveau dans le cadre d’une entente. Cette entente, plus large que le traité de réciprocité canado-américain, fait décliner les droits de douane peu à peu. Comme cet accord implique toutefois 23 pays et qu’il a pour objectif de remédier au problème des barrières au commerce international qui se sont instaurées entre les pays après la Grande Dépression et la Deuxième Guerre mondiale, on ne peut toutefois pas le définir comme une suite directe du traité de 1854. Il faut attendre l'Accord de libre-échange canado-américain (ALE), mis en place entre 1987 et 1989 par les conservateurs, dirigés par le premier ministre canadien Brian Mulroney, pour voir un véritable retour au libre-échange entre les deux pays, soit plus d'un siècle après le premier traité.